# 1868 في فرنسا
فيما يلي قوائم الأحداث التي وقعت خلال عام 1868 في فرنسا.

## كتب
من الكتب التي صدرت هذه السنة في فرنسا:
- 1 يناير – أطفال الكابتن جرانت من تأليف جول فيرن.

## مواليد

### أبريل
- 1 أبريل – إدموند روستان كاتب فرنسي.
- 20 أبريل – شارل موراس مؤلف وشاعر فرنسي.

### مايو
- 6 مايو – غاستون ليرو كاتب فرنسي.

### يوليو
- 16 يوليو – جورج دي لا شابيل لاعب كرة مضرب فرنسي.

### أغسطس
- 6 أغسطس – بول كلوديل دبلوماسي فرنسي.

### ديسمبر
- 19 ديسمبر – بول لوبو كيميائي فرنسي.
- 24 ديسمبر – رينيه ديسو

## وفيات

### فبراير
- 11 فبراير – ليون فوكو (مواليد 1819) فيزيائي فرنسي.
- 29 فبراير – لودفيغ الأول ملك بافاريا (مواليد 1786) ملك بافاريا.

### مارس
- 15 مارس – فرانسوا إدوار بيكو (مواليد 1786) رسام فرنسي.

### يونيو
- 14 يونيو – كلود بوييي (مواليد 1791) فيزيائي فرنسي.

### أغسطس
- 5 أغسطس – جاك بوشيه دو بيرث (مواليد 1788)
- 5 أغسطس – جين بايلي (مواليد 1826) عالمة نبات فرنسية.
- 28 أغسطس – أنطوان كلوت (مواليد 1793) طبيب فرنسي.